# Jegong
Jegong is een bestuurslaag in het regentschap Blora van de provincie Midden-Java, Indonesië. Jegong telt 2477 inwoners (volkstelling 2010).